# Masahiko Satō
Masahiko Satō (jap. 佐藤 允彦, Satō Masahiko; * 6. Oktober 1941 in Tōkyō) ist ein japanischer Jazzpianist, Arrangeur und Komponist.

## Leben und Wirken
Satō lernte ab dem Alter von 5 Jahren Violine und Klavier spielen. Er debütierte im Jazz als Begleiter der Sängerin Dakota Staton. Nach einer Ausbildung an der Keiō-Universität studierte er Arrangement und Komposition zwischen 1966 und 1968 am Berklee College of Music. Das Album Perspective, das er mit Toshiyuki Miyama und dessen New Herd 1969 vorlegte, wurde in Japan stark beachtet. Seine Einspielungen 1970 mit Attila Zoller verschafften ihm erste internationale Aufmerksamkeit. Satō trat auch auf den Berliner Jazztagen, und Donaueschinger Musiktagen, dem Montreux Jazz Festival und dem Moers Festival auf. Er arbeitete mit eigener Band und als Solist, aber auch mit Nancy Wilson, Art Farmer und Helen Merrill. Weiterhin nahm er mit Jean-Luc Ponty, Stomu Yamashta, Wolfgang Dauner, Albert Mangelsdorff, Ann Burton, Ned Rothenberg, Shinichi Kato und Joëlle Léandre auf. Er arbeitete auch als Film- und TV-Komponist; so hat er beispielsweise die Musik für den 1973 veröffentlichten Zeichentrickfilm Belladonna of Sadness verfasst und aufgenommen. Seit 1997 betreibt er ein eigenes Label. Seine Produktionen für Piano und Kotoensemble und seine Arrangements von buddhistischer Mönchmusik (1993) zeigen sein Interesse an einer Revitalisierung traditioneller Musik.

## Auszeichnungen
Für sein erstes Album „Palladium“ (1969) erhielt er den Japan Jazz Award. Von 1971 bis 1973 führte er die Umfragen des japanischen Swing Journal an. Er erhielt zweimal den Award of Excellency at the National Art Festival of Japan.